# Roberto Gottardi
Roberto Gottardi (né le 30 janvier 1927 à Venise et mort le 21 août 2017 à La Havane) est un architecte italo-cubain.
Parmi ses œuvres se trouve une des Écoles nationales d'art de Cuba.

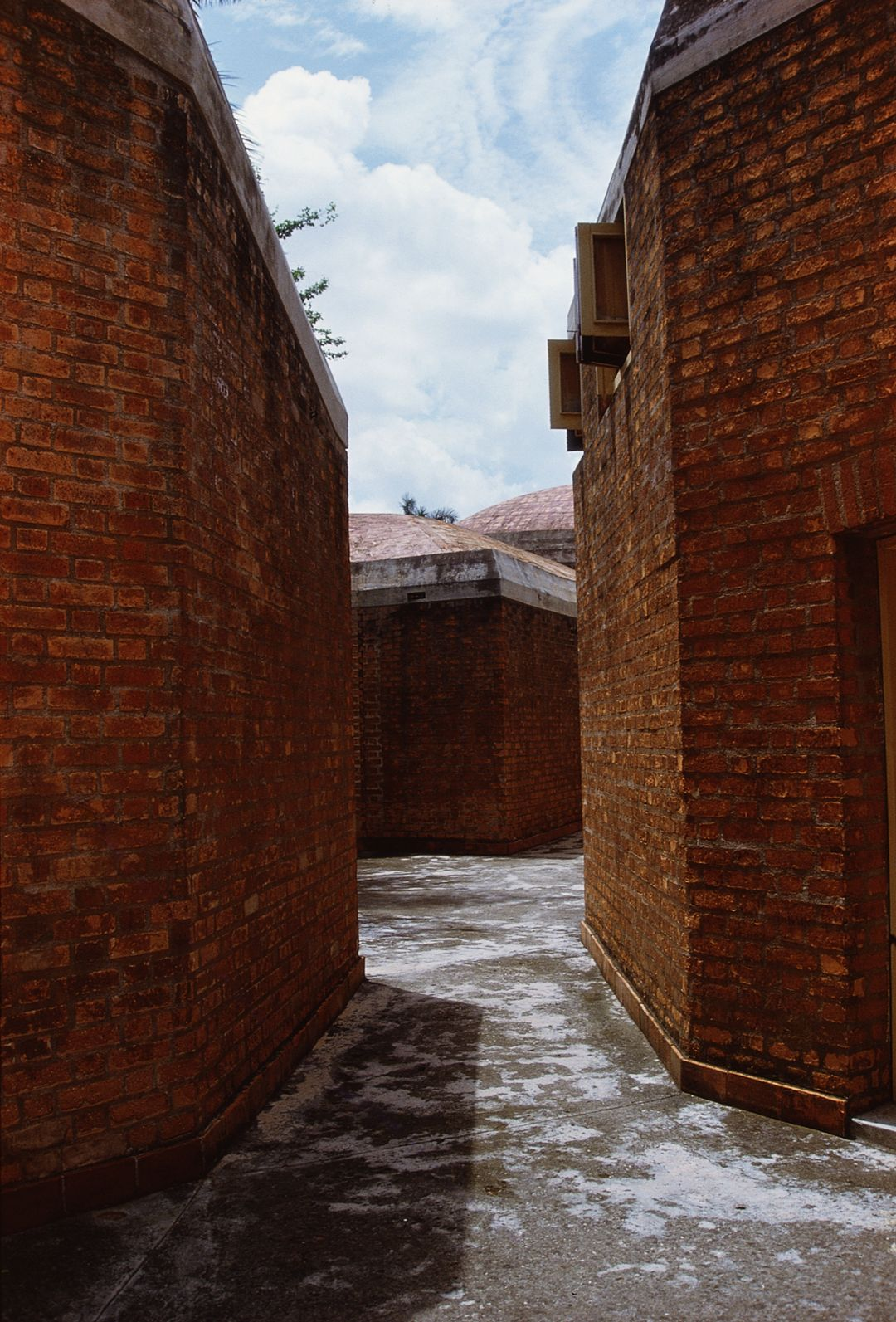

- Vidéo du Fonds mondial pour les monuments sur les Écoles nationales d'art (en anglais), où apparaît Roberto Gottardi.